# Brain Smasher... A Love Story
Pour plus de détails, voir Fiche technique et Distribution.
Brain Smasher... A Love Story est un film américain réalisé par Albert Pyun, sorti en 1993.

## Synopsis
Ed Malloy, un videur de Portland, est entraîné dans un affaire mêlant magie et kung fu. Samantha Crain est un top model glamour qui a tout pour elle, sauf le grand amour. Sa sœur, Cammy, est une botaniste aventurière à la recherche d'une fleur de lotus très rare.

## Fiche technique
- Titre : Brain Smasher... A Love Story
- Réalisation : Albert Pyun
- Scénario : Albert Pyun
- Musique : Anthony Riparetti
- Photographie : George Mooradian
- Montage : Lauren A. Schaffer
- Production : Tom Karnowski
- Société de production : Kings Road Entertainment et Wetherly Productions
- Pays :  États-Unis
- Genre : Action et comédie romantique
- Durée : 88 minutes
- Dates de sortie : 
  -  États-Unis : 17 novembre 1993

## Distribution
- Andrew Dice Clay : Ed Molloy
- Teri Hatcher : Samantha Crain
- Yuji Okumoto : Wu
- Deborah Van Valkenburgh : Cammy Crain
- Brion James : Brown
- Tim Thomerson : Black
- Charles Rocket : Jones
- Nicholas Guest : Smith
- Dorothy Dells : Miss Bellows
- Galen Schrick : Jim Romeo
- Steve Tancora : Bob Brisco
- Lin Shaye : la maquilleuse

## Accueil
Variety estime que le film est plombé par son scénario malgré des aspects techniques efficaces.